# Distichophyllum decolyi
Distichophyllum decolyi är en bladmossart som beskrevs av Hirendra Chandra Gangulee 1977. Distichophyllum decolyi ingår i släktet Distichophyllum och familjen Hookeriaceae. Inga underarter finns listade i Catalogue of Life.